# Ajkino
Ajkino (in russo Айкино?; in lingua komi: Айкатыла) è un villaggio della Repubblica dei Komi, in Russia. È il centro amministrativo del distretto Ust'-Vymskij.
Si trova sulla riva destra del fiume Vyčegda, 96 km a nord-ovest di Syktyvkar.